# 開陽 (恆星)
開陽（大熊座ζ）是大熊座的一顆恆星，位在北斗的斗柄尾端第二顆星，是北斗七星之一。中文名稱出自漢代緯書《春秋運斗樞》，英文名稱源自阿拉伯文的ميزر mi'zar，意思是腰帶或環狀物。在術數中為武曲星。開陽的視星等為2.23，光譜分類為A1 V。

## 性質
視力正常的人可以在開陽的正東方看見一顆稱為開陽增一（輔，大熊座80）的伴星，二者並稱「開陽雙星」。輔的視星等為3.99等，光譜類型A5 V。這兩顆星曾被稱為馬和騎士，而傳統上以第二顆星來做視力的測量。這兩顆星相距約四分之一光年，雖然自行顯示兩者有共同的運動，但是還是不能確定它們是一對聯星，還是一般認知的光學雙星。
使用較高級的望遠鏡和分光儀發現了更多的伴星。作為一顆很容易分辨的目視雙星，開陽是第一個望遠鏡下的聯星，這是貝內代托·卡斯泰利在1617年發現的，並要求伽利略觀測來證實。伽利略隨後就做了一份詳細的雙星報告。稍後，大約在1650年，里乔利也敘述開陽是雙星，第二顆星稱為開陽B，視星等4.0等，光譜類型為A7，與主星相距380天文單位，以長達數千年的週期互繞。在1889年，皮克林的發現使開陽A成為第一顆光譜聯星，這兩顆星各別的亮度都是太陽的35倍，並以大約20年的週期互繞；稍後開陽B也被發現同樣是光譜聯星。在1996年，開陽A的伴星被海軍原型光學干涉儀以超高的解析度分辨出來。
這個五顆恆星組成的系統距離我們78光年，所有的成員都屬於大熊座移動星群－經由自行的測量，共同誕生但正在潰散的一群恆星。北斗七星中除了天樞和瑤光之外，其他的幾顆也都屬於這個星群。

## 其他名稱

### 中國
開陽在術數中，又稱之為「武曲」。《五行大義》引《黃帝斗圖》「六名武曲，巳未生人所屬」。混雜術數的《北斗七星延命經》「南無武曲星。是東方法意世界法海遊戲如來佛」。
中國神話傳說將任職朝廷為大將的，多被指為武曲星下凡，例如關羽、狄青等。
- 《關聖帝君桃園明聖經》指關聖帝君為武曲星下凡，原文如下：

|  | 帝本天樞第六星。 |

### 其他
- 開陽的西方名Mizar源自阿拉伯語 miʼzar，意為「圍裙」「包裝」「覆蓋」。
- 在印度星占書，開陽稱為Vasistha，而輔稱為Arundhati。

## 外部連結
- Mizar and Alcor articles in Jim Kaler's Stars website
- First very high resolution imaging of Mizar A （页面存档备份，存于） (using aperture synthesis)
- A New View Of Mizar (a comprehensive article about the system)